# 아버지와 어머니 그리고 형제자매들
아버지와 어머니 그리고 형제자매들(프랑스어: Mon Pere, Ma Mere, Mes Freres Et Mes Soeurs)는 1999년에 개봉한 프랑스의 영화이다.

## 한국판 성우진(SBS) (2008년 11월 23일)
- 윤소라 - 안느(빅토리아 아브릴)
- 이영주 - 잔느(샬롯 드 뒤르캥)
- 이재용 - 기(알랭 바슝)
- 정재헌 - 줄리앙(루디 로젠버그)
- 김민석 - 장 루이(마크 안드레오니)
- 임주현 - 클레망틴(엘로디 볼레이)
- 이상범 - 벵상(펠리페 지앙그레코)
- 이선호 - 빅토르(피에르-장 셰리)
- 이인성 - 페드로(안토니오 발레로)
- 신상숙 - 마르틴느(발레리 벤귀지)
- 채의진 - 마고(비올렛트 팔코시안)

### SBS판 스태프
- 컴퓨터그래픽 - 이상렬
- CG - 한혜원
- 녹음 - 오승훈
- 종합편집 - 옥도일, 윤영석
- CM운행·편집 - 백광제
- 번역 - 정한결
- 연출 - 배숙현